# Grace Chatto

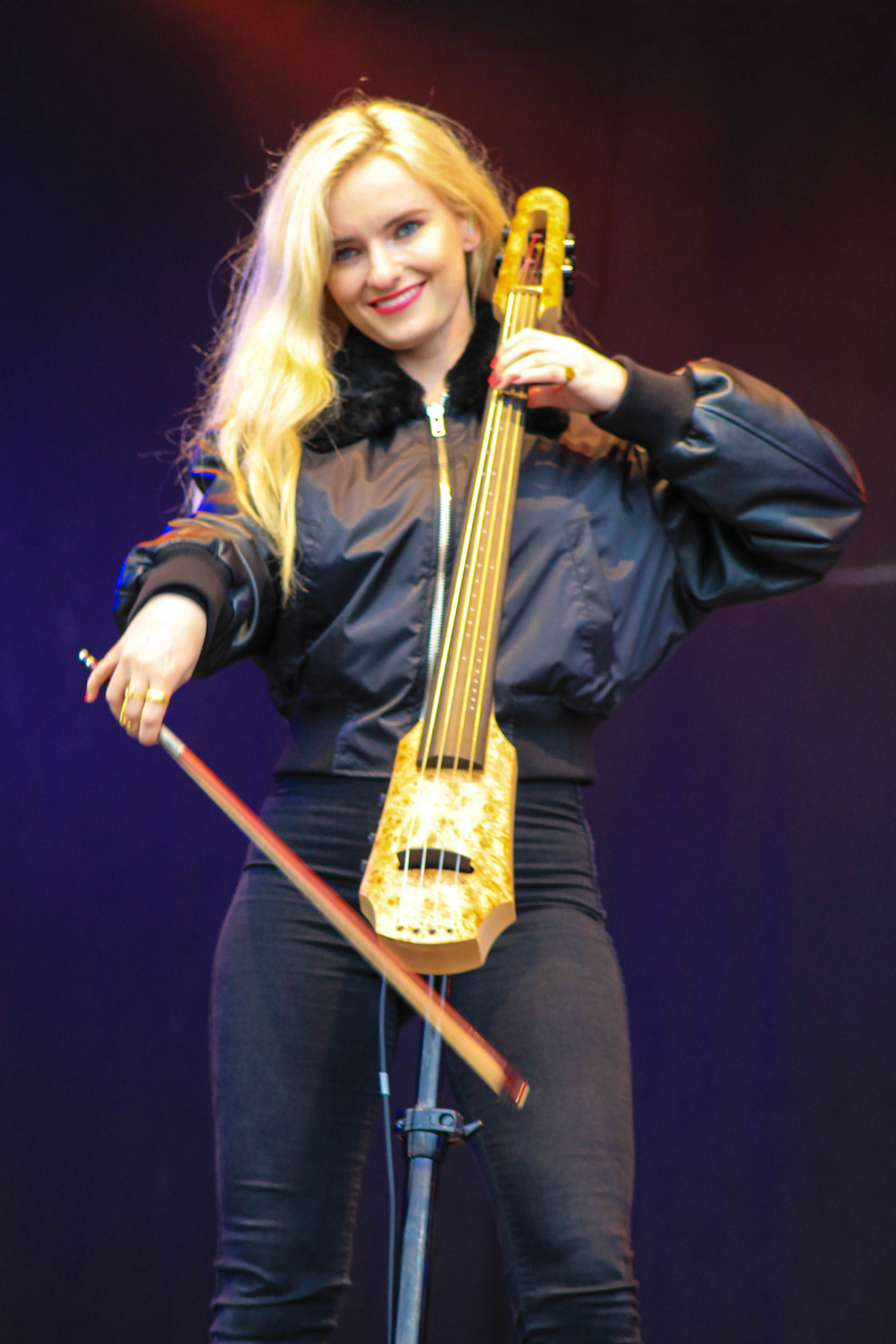
Grace Chatto im Jahr 2014

Grace Elizabeth Chatto (* 10. Dezember 1985 in London) ist eine britische Musikerin und Gründungsmitglied der Band Clean Bandit.

## Werdegang
Grace Chatto wurde in der britischen Hauptstadt London geboren. Sie erfuhr einen Teil ihrer schulischen Ausbildung in Westminster, bekam als Teenager Cellounterricht an der Royal Academy of Music und begann Mitte der 2000er Jahre am Jesus College in Cambridge zu studieren. Es folgten Studienjahre in Russland und ein Abschluss in Russischer Literatur.
In Cambridge spielte Chatto mit Milan Neil Amin-Smith, den sie aus Westminster kannte, in einem Streichquartett. Als Chattos Freund Jack Patterson später damit begann, die Streichmusik zu remixen, elektronische Elemente einbaut und Drumbeats hinzufügt, wurde die Idee geboren, eine Band zu formieren. Chatto, Amin-Smith, Patterson und dessen Bruder Luke gründeten 2008 die Gruppe Clean Bandit. Die Band musste sich zunächst mit Gelegenheitsjob abgeben, um über die Runden zu kommen. Die erste Singleveröffentlichung erfolgte 2012, 2014 hatte die Band mit Rather Be großen Erfolg und sie wurden im darauffolgenden Jahr mit einem Grammy Award ausgezeichnet. 2014 spielt Chatto in dem Projekt Band Aid 30 auf der Singleveröffentlichung Do They Know It’s Christmas? Cello. Mit ihrer Single Rockabye, die Clean Bandit gemeinsam mit Sean Paul und Anne Marie veröffentlichte, erreichte die Band 2016 erneut Spitzenpositionen in den internationalen Charts.
Im Jahr 2020 wurde Grace Chatto von der Performing Right Society (PRS) zu den 100 einflussreichsten Songschreiberinnen und Komponistinnen im Vereinigten Königreich gezählt. Ihr Vater Ricky Chatto spielt ebenfalls Cello. Gemeinsam mit ihm ist sie in einer siebenköpfigen Band aus Cellospielern aktiv, die unter dem Namen Massive Violins Popsongs covert.